# Ghada Karmi

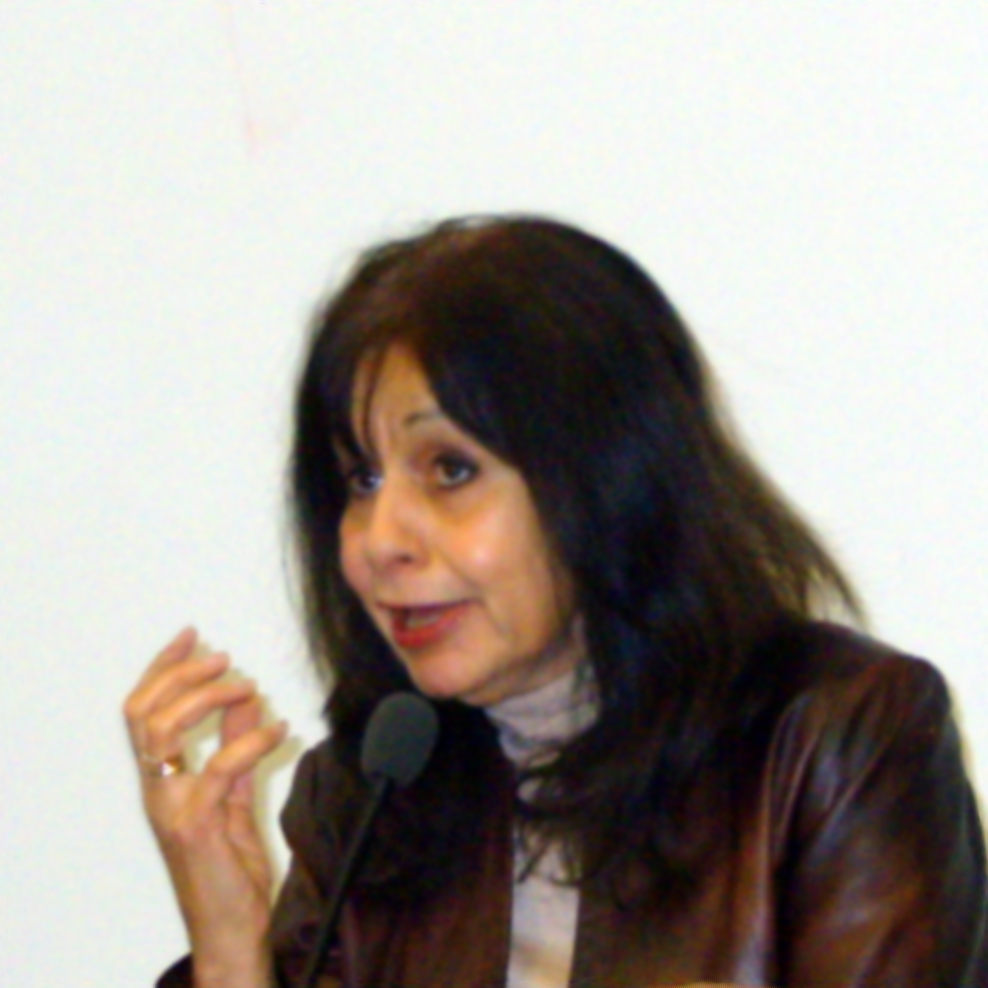
Ghada Karmi

Ghada Karmi (tiếng Ả Rập: غادة كرمي) là một bác sĩ y khoa và là một học giả người Palestine. Bà thường xuyên viết về các vấn đề nổi bật của Palestine trên các tờ báo và tạp chí, bao gồm The Guardian, The Nation và Journal of Palestine Studies. Bà còn là thành viên và là giảng viên tại Viện Nghiên cứu Ả Rập & Hồi giáo của Đại học Exeter.

## Thiếu thời
Karmi được sinh ra và lớn lên ở thủ đô Jerusalem trong một gia đình Hồi giáo. Bà sinh năm 1939. Cha bà, Hasan Karmi, là người Palestine trong khi mẹ bà là người Syria. Trong cuốn tự truyện năm 2002, In Search of Fatima: A Palestinian Story, bà viết rằng, bà lớn lên ở khu phố Katamon ở Jerusalem, mà nơi đây có sự pha trộn giữa người Kitô hữu Palestine và người Hồi giáo. Bạn của gia đình và là hàng xóm của bà là Khalil al-Sakakini và gia đình của ông. Gia đình của bà chạy trốn khỏi Jerusalem vào năm 1948 và căn nhà của họ đã bị quân Israel chiếm giữ. Năm 1983, Thời báo New York đã mua lại nó và cho xây dựng công trình tại đây. Gia đình Karmi không nhận được tiền đền bù từ việc này. Cuối cùng, cả nhà bà đã định cư tại một khu phố chủ yếu là người Do Thái ở Golders Green, Luân Đôn, Anh. Tại đây, cha bà, ông Hasan, đã làm việc cho đài BBC tiếng Ả Rập.
Bà tốt nghiệp Đại học Bristol năm 1964. Ban đầu Karmi là một bác sĩ, chuyên điều trị về sức khỏe và điều kiện xã hội cho người thuộc dân tộc thiểu số, người di cư và người tị nạn. Từ năm 1972, bà hoạt động chính trị vì sự nghiệp của người Palestine và lấy bằng tiến sĩ về lịch sử y học Ả Rập từ Đại học London.